# Cape Levvel
Cape Levvel är en udde i Kanada.   Den ligger i territoriet Nunavut, i den norra delen av landet, 3 800 km norr om huvudstaden Ottawa.
Terrängen inåt land är platt åt nordost, men åt sydost är den kuperad. Havet är nära Cape Levvel åt nordväst. Trakten är glest befolkad. Det finns inga samhällen i närheten.
Trakten runt Cape Levvel är permanent täckt av is och snö.